# Communauté de communes Val de Cher-Controis (vor 2017)
Die Communauté de communes Val de Cher-Controis (vor 2017) ist ein ehemaliger französischer Gemeindeverband mit der Rechtsform einer Communauté de communes im Département Loir-et-Cher in der Region Centre-Val de Loire. Sie wurde am 1. Januar 2014 gegründet und umfasste 29 Gemeinden. Der Verwaltungssitz befand sich im Ort Contres.

## Historische Entwicklung
Der Gemeindeverband ist durch Zusammenlegung der Vorgängerorganisationen Communautés de communes Val de Cher Saint-Aignan und Communauté de communes du Controis sowie einiger Gemeinden aus der Communauté de communes Cher-Sologne im Jahr 2014 entstanden.
Mit Wirkung vom 1. Januar 2017 fusionierte der Gemeindeverband mit der Communauté de communes du Cher à la Loire und bildet so die Nachfolgeorganisation Communauté de communes Val de Cher-Controis. Trotz der Namensgleichheit handelt es sich um eine Neugründung mit anderer Rechtspersönlichkeit.

## Ehemalige Mitgliedsgemeinden
1. Angé
2. Châteauvieux
3. Châtillon-sur-Cher
4. Chémery
5. Choussy
6. Contres
7. Couddes
8. Couffy
9. Feings
10. Fougères-sur-Bièvre
11. Fresnes
12. Gy-en-Sologne
13. Lassay-sur-Croisne
14. Mareuil-sur-Cher
15. Méhers
16. Meusnes
17. Noyers-sur-Cher
18. Oisly
19. Ouchamps
20. Pouillé
21. Rougeou
22. Saint-Aignan
23. Saint-Romain-sur-Cher
24. Sassay
25. Seigy
26. Selles-sur-Cher
27. Soings-en-Sologne
28. Thenay
29. Thésée